# Odontoklast
Ein Odontoklast (von altgriechisch ὀδούς odoús, deutsch ‚Zahn‘, und altgriech. κλᾰστός klastós, deutsch ‚zerbrochen‘) ist ein Zelltyp, der Zahnhartsubstanzen (vorwiegend Dentin und Zement, aber auch Zahnschmelz) abbaut. Die Odontoklasten werden je nach Funktion auch in Dentinoklasten (englisch dentinoclasts, Dentinfresser) und Zementoklasten eingeteilt. Der Abbauvorgang von Zahnwurzeln wird als Odontoklasie bezeichnet. Es handelt sich um mehrkernige Riesenzellen. Die im Bereich von Resorptionsvorgängen stark gefaltete Zellmembran agiert als Protonenpumpe und gibt Wasserstoff-Ionen in das angrenzende Gewebe ab, was zu einer Ansäuerung und zur Auflösung der Mineralien führt. Durch die Freisetzung von Enzymen aus den Lysosomen der Odontoklasten wird auch die organische Matrix der Zahnsubstanz abgebaut. Odontoklasten sind vor allem für die Rückbildung der Milchzahnwurzeln im Rahmen des Zahnwechsels von Bedeutung. Darüber hinaus sind sie bei einigen Zahnerkrankungen beteiligt.

## Ursprung
Die klastischen Zellen bilden sich im Rahmen der Myelopoese aus einkernigen Vorstufen im Blut bildenden Gewebe. Aus pluripotenten Stammzellen entwickelt sich die Reihe der Monozyten und Makrophagen mit den mehrkernigen Odontoklasten.

## Morphologie
Odontoklasten sind große Zellen mit mehreren Zellkernen. Diese Riesenzellen entstehen durch Zellfusion. Sie sind kleiner und enthalten weniger Zellkerne als die Knochen abbauenden Osteoklasten. Das Zytoplasma erscheint vakuolisiert. An den Resorptionsflächen ist die Zellmembran durch eine starke Faltung mit ca. 2 bis 3 µm großen Einstülpungen gekennzeichnet. Das Zellplasma enthält hier Lysosomen, die reich an saurer Phosphatase sind, und Mitochondrien. Im der Resorptionsfläche abgewandten Zellanteil liegen keine Zellorganellen, das Zellplasma ist aber reich an Aktin und Myosin.

## Funktion
Odontoklasten bewirken die natürliche Beseitigung der Zahnwurzeln von Milchzähnen beim Zahnwechsel vom Milchgebiss zum bleibenden Gebiss im Wechselgebiss. Die Odontoklasten sind auch bei der Resorption von reimplantierten Zähnen zu finden. Zahnwurzeln können auch bei einer Erhöhung der auf sie ausgeübten Kraft bei der kieferorthopädischen Behandlung mit einer Resorption des traumatisierten Gewebes durch Odontoklasten reagieren. Die Ausbildung von Wurzelresorptionen an bleibenden Zähnen setzt den Verlust oder die Schädigung der protektiven Zementschicht und der Wurzelhaut voraus, woran sich eine Etablierung einer Entzündungsreaktion an der „ungeschützten“ Zahnhartsubstanz anschließt.
Die resorptive Auflösung von Hartgeweben erfolgt nach folgendem Muster:
- Adhäsion der Zelle an der Hartsubstanz.
- Aufbau einer dichten Versiegelungszone über dem Hartgewebe.
- Bildung eines Bürstensaums innerhalb der Versiegelungszone.
- Sezernierung von Chlorwasserstoff (HCl) und proteolytischen Enzymen.
- Auflösung der anorganischen Kalziumverbindungen und enzymatische Spaltung der organischen Substanz mit Entstehung von Howship-Lakunen.
- Abtransport organischer und anorganischer Abbauprodukte durch Transzytose (Membrantransport).

## Klinische Bedeutung
Die Multiple idiopathic external apical root resorption (MIEARR, deutsch multiple idiopathische äußere apikale Wurzelresorption) ist eine relativ seltene Erkrankung unklarer Ätiologie, die mehrere Zähne in einem Gebiss betrifft. Da der Zustand nicht symptomatisch ist, wird er normalerweise als zufälliger radiographischer Befund erkannt. In schweren Fällen kann es jedoch zu Schmerzen und Zahnlockerungen kommen. Überwiegend sind erwachsene Männer betroffen. Vorbeugende oder heilende Behandlungen sind nicht bekannt.
Bei felinen odontoklastischen resorptiven Läsionen (FORL), einer häufigen, sehr schmerzhaften Erkrankung der Zähne bei Katzen, werden Odontoklasten durch Zytokine und Entzündungsmediatoren aktiviert. Die befallenen Zähne sollen gezogen werden.
Bei Pferden kennt man die EOTRH – Equine Odontoclastic Tooth Resorption and Hypercementosis. Bei dieser Erkrankung führen entzündliche Prozesse zu einer chronischen Auflösung der Wurzeln von Schneide-, Eck- und Hengstzähnen vor allem bei älteren Pferden.